# Paul Arnsberg

Paul Arnsberg

Paul Arnsberg (* 26. Dezember 1899 in Frankfurt am Main; † 10. Dezember 1978 ebenda) war ein deutsch-jüdischer Jurist, Unternehmer, Historiker und Publizist.

## Erste Lebensphase in Deutschland

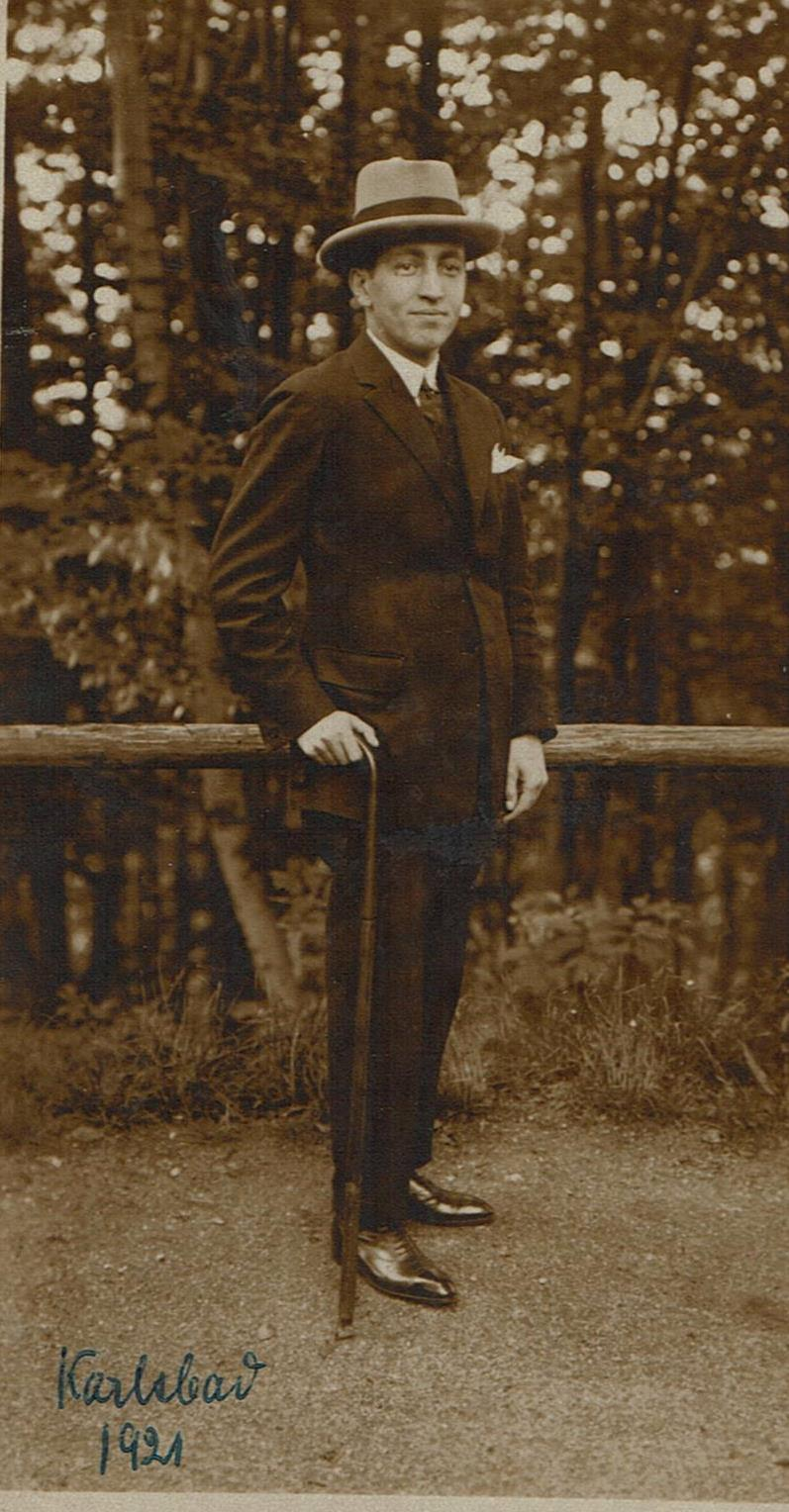
Paul Arnsberg, 1921

Paul Arnsberg war der Sohn des Kaufmanns Albert Abraham Arnsberg und dessen Ehefrau Recha, geb. Rapp. Die Familie war seit Langem in Südhessen ansässig. Er besuchte bis 1914 die Samson-Raphael-Hirsch-Schule (Realschule und Lyzeum) der Israelitischen Religionsgesellschaft (Am Tiergarten 8) in Frankfurt am Main. Von 1915 bis zum Abitur 1917 besuchte er die Liebig-Oberrealschule in Frankfurt. Im Juni 1917 wurde er als Soldat eingezogen und diente bis Dezember 1918 als Kraftfahrer. Anschließend studierte er Rechtswissenschaften an den Universitäten Frankfurt am Main  und Heidelberg; an letzterer belegte er zudem Nationalökonomie als Nebenfach. 1921 legte er das Erste Juristische Staatsexamen am Oberlandesgericht Frankfurt ab. 1922 promovierte er an der Universität Gießen zum Dr. jur. über das Thema: Die nationalen Minderheiten als Subjekte des Völkerrechts.
Von 1922 bis 1931 war Arnsberg im Bankwesen (Deutsche Effekten- und Wechselbank in Frankfurt) sowie in der Metallbranche tätig, zuletzt als Leiter der Metallproduktion bei den Dortmunder Metallhüttenwerken. 1931 kehrte er in den Staatsdienst zurück und wurde Referendar am Oberlandesgericht Frankfurt.
Arnsberg war ein Nonkonformist, schwer in feste Kategorien einzuordnen. Er konnte scheinbar widersprüchliche Positionen aushalten und einer vielschichtigen Identität Ausdruck verleihen. Er stand in der Tradition des mehrheitlich liberalen deutschen Judentums. Als Zögling der Samson-Raphael-Schule und des Rabbiners Nehemia Anton Nobel wandte er sich jedoch gegen das vorherrschende Reformjudentum und teilte die Überzeugung, dass Orthodoxie und moderner Geist sich nicht ausschließen, sondern ergänzen können. Deutschsein bedeutete für ihn kein Anlass zur jüdischen Selbstverleugnung.
Trotz seiner tiefen Verwurzelung in deutscher Kultur, Sprache und Heimat bekannte er sich früh zur zionistischen Idee eines jüdischen Nationalstaats – eine Überzeugung, die nur eine Minderheit der deutschen Juden teilte. Darüber hinaus schloss er sich dem noch kleineren, aktivistischen revisionistischen Flügel des Zionismus an. Diese klare Haltung erleichterte ihm letztlich die rechtzeitige Auswanderung nach Palästina. Bereits seit 1914 engagierte er sich – zunächst als Schüler, dann als Student – in zionistischer Tätigkeit. 1920 wurde er Vorstandsmitglied, 1923/24 Erster Vorsitzender der Frankfurter Zionistischen Vereinigung für Deutschland. 1924 wurde er in den Landesvorstand der Organisation gewählt. 1925 trat er der zionistisch-revisionistischen Union bei. 1927/29 war er Delegierter der Zionistischen Kongresse in Basel und Zürich. Von 1931 bis 1933 gehörte er der Gemeindevertretung der Israelitischen Gemeinde Frankfurts an.

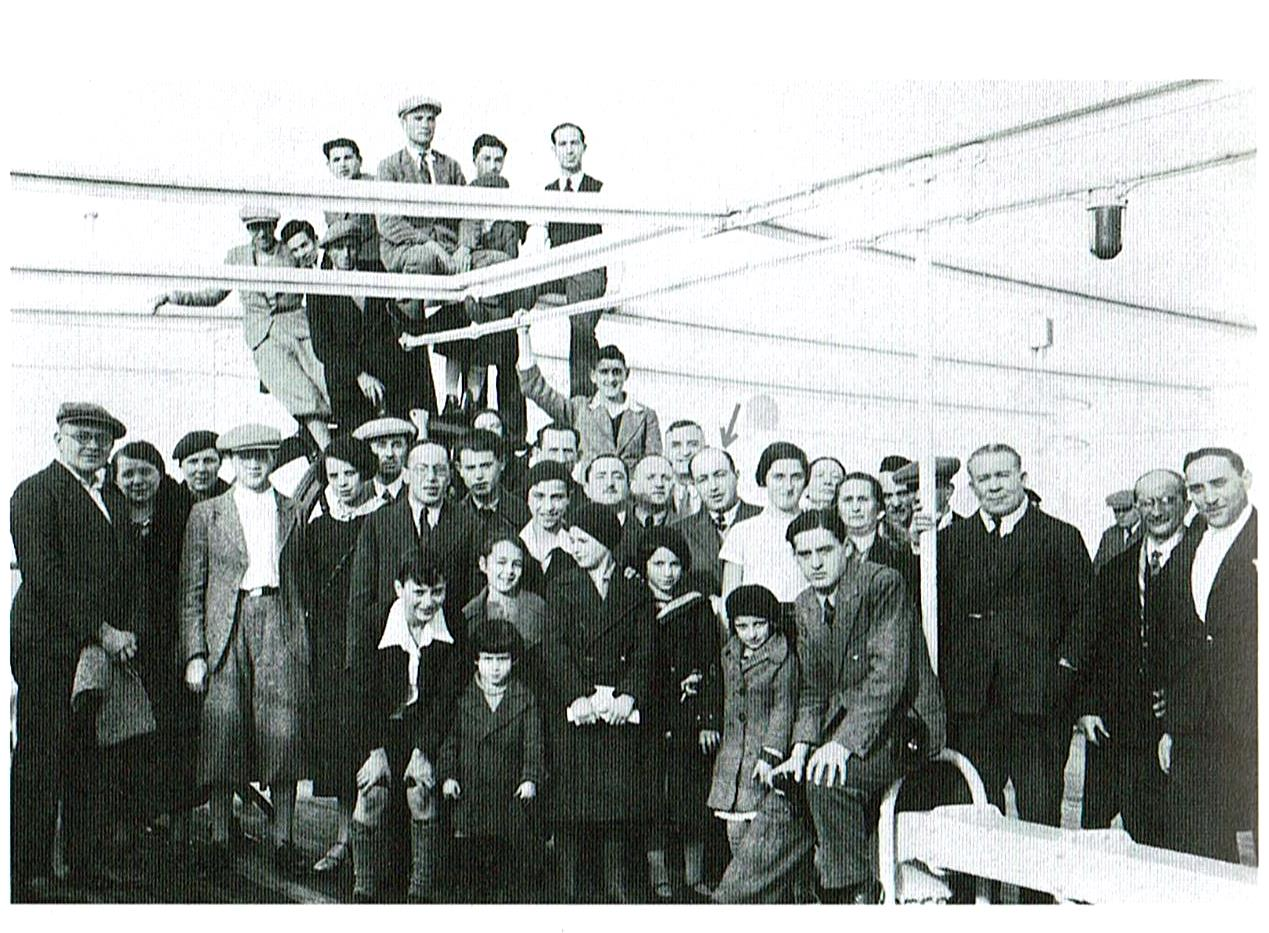
Paul Arnsberg (siehe Pfeil) mit Mitreisenden auf dem Schiff nach Palästina, 1933

Arnsberg war auch journalistisch tätig: als Redakteur des Jüdischen Familienblatts für Wissenschaft, Kunst und Literatur, als Mitredakteur des Jüdischen Wochenblatts in Frankfurt und der Frankfurter Zionistischen Nachrichten sowie als freier Mitarbeiter der Frankfurter Zeitung und als Korrespondent der Wiener Morgenzeitung. Im April 1933 – kurz vor dem Assessor-Examen – wurde er "als Jude" aus dem Staatsdienst zwangsbeurlaubt und später entlassen. Noch im selben Monat beschloss er, Deutschland zu verlassen und nach Palästina, dem damaligen britischen Mandatsgebiet, zu gehen. Am 1. Mai traf er im Hafen von Haifa ein – mit zahlreichen anderen jüdischen Exilanten.
Sein jüngerer Bruder Ludwig Arnsberg und dessen Ehefrau flohen vor den Nationalsozialisten zunächst in die Niederlande, später nach Frankreich. 1942 wurden sie in Paris Opfer des französischen Arztes und Serienmörders Marcel Petiot. Paul Arnsberg beschaffte rechtzeitig Einwanderungszertifikate für seine Eltern, die nach der Reichspogromnacht vom November 1938 nach Palästina auswanderten.

## Zweite Lebensphase: Exil und Neuanfang in Palästina/Israel
Für Arnsberg war die Emigration ein schmerzlicher Bruch – zugleich aber auch die Verwirklichung seiner zionistischen Überzeugung: die in die Einwanderung in den zukünftigen jüdischen Staat. Obwohl er nahezu mittellos Deutschland verlassen hatte, gründete er bereits am 15. Juni 1933 in Tel Aviv die Firmen Palestine Economic Service (abgekürzt Pales) für Wirtschaftsberatung und Werbung und Palestine News Service (abgekürzt Palnews) für wirtschaftsjournalistische Berichterstattung. 1936 nannte er die erste Firma um in Pales Press Company Limited und gab Palnews an einen neuen Betreiber ab. Pales stieg in den Bücher- und Zeitungsvertrieb ein und avancierte zum größten Unternehmen dieser Art nicht nur in Palästina, sondern auch im Nahen Osten, mit Filialen und Agenturen auch im Libanon, in Syrien und in Transjordanien. Seit den 1940er-Jahren weitete die Firma ihre Aktivitäten auf den Einzelhandel aus und betrieb ein breites Netz an Buch- und Zeitungsläden in Palästina und Nahost. Infolge des Unabhängigkeitskriegs von 1948/49 brachen die Brücken zu den Nachbarländern ab.
1933 lernte Arnsberg in Tel Aviv Rosa (Rosl) Abrahamowicz kennen, die ebenfalls erst jüngst aus dem Deutschen Reich emigriert war und aus Berlin stammte. Etwa ein halbes Jahr später heirateten die beiden. Im Dezember 1934 kam ihre erste Tochter zur Welt, es folgten zwei weitere Töchter und ein Sohn. In der zweiten Hälfte der 1930er Jahre reiste die Familie mit den beiden älteren Kindern noch einige Male Deutschland – geschützt durch ihre erworbene Staatsbürgerschaft des britischen Mandats. Die sich in Deutschland weiter zuspitzende Situation für Jüdinnen und Juden erlebten sie bei diesen Besuchen aus unmittelbarer Nähe.
Im neugegründeten Staat Israel engagierte sich Arnsberg auch politisch. Er vertrat als freier Unternehmer wirtschaftsliberale Positionen – im Kontrast zur sozialistisch geprägten Staatsideologie jener Zeit. 1950 trat er der liberal-demokratischen Partei der Allgemeinen Zionisten bei und gehörte bis 1952 deren Landesvorstand an. Er gründete und leitete die Wochenzeitschrift Emeth (hebräisch: אמת, Die Wahrheit), das inoffizielle Parteiorgan, das von 1950 bis 1952 erschien. Sein Artikel "Wir und Deutschland" vom 26. Januar 1951, in dem er sich früh für eine Verständigung mit der Bundesrepublik aussprach, löste in Israel teils heftigen  Widerspruch aus. Er kritisierte die Widersprüchlichkeit, wie er meinte, Deutschland angesichts der anlaufenden Reparationsverhandlungen mit einem Bann zu belegen. Parallel schrieb Beiträge für den Jewish Chronicle und für andere englischsprachige sowie für deutsche Zeitungen.
Am 29. November 1954 wurde Arnsberg vom damaligen israelischen Ministerpräsidenten Moshe Scharett in den Beirat der Bank of Israel, der israelischen Staatsbank, berufen.
Zunehmende staatliche Wirtschaftsrestriktionen führten 1956 zur Auflösung von Pales.

## Dritte Lebensphase: Rückkehr nach Deutschland
1958 – nach 25 Jahren – kehrte Paul Arnsberg mit seiner Ehefrau in seine Geburtsstadt Frankfurt am Main zurück. Zwei erwachsene Töchter blieben in Israel, die älteste war bereits zuvor in die USA ausgewandert. Nur der dreizehnjährige Sohn Gad kam mit, für den es anfangs schwer war, sich ohne Freunde in der für ihn völlig fremden Umgebung und Gesellschaft zurechtzufinden. Auch Rosl Arnsberg tat sich mit der Rückkehr schwer – gefühlsmäßig zog es sie nach Israel.
In der Bundesrepublik war es  Arnsbergs Anliegen zunächst, für das durch die Nationalsozialisten erlittene Unrecht Wiedergutmachung zu fordern. Bereits 1955 war er zum Landgerichtsrat i. R. ernannt worden.
In den folgenden Jahren fand Arnsberg rasch Anschluss. Als freier Journalist schrieb er ab 1960 für die Frankfurter Allgemeine Zeitung, den Rheinischen Merkur und für verschiedene Rundfunkanstalten. Er engagierte sich zudem erneut in jüdischer Politik. Er war Mitglied des Gemeinderates und später Vorstandsmitglied der Jüdischen Gemeinde Frankfurt am Main sowie des Zentralrates der Juden in Deutschland. Arnsberg kritisierte die aplogetische Haltung vieler Juden, dauerhaft im Land zu leben, ohne dies einzugestehen – eine ironisch als "temporäre Permanenz" bezeichnete Widersprüchlichkeit. Stattdessen forderte er ein offenes Anerkenntnis der Realität des Verbleibs. Wie schon früher befürwortete er die Akkulturation der Juden, lehnte jedoch die Assimilation ab. Seine Erfahrungen als Jude sensibilisierten ihn für den völkerrechtlichen Schutz nationaler Minderheiten als auch für die staatliche, verfassungsmäßige Absicherung individueller Grundrechte. Daraus leitete sich sein liberal-demokratisches Credo ab: Ein Mehrheitsentscheid dürfe nie die Grundrechte verletzen, denn es bestehe stets die Gefahr der "Diktatur der größeren Zahl". Deshalb müsse auch jede politische Mehrheit der Minderheit das Recht zugestehen, selbst zur Mehrheit zu werden.
1972 machte er auf dem Weg zur Hochzeit seines Sohnes in Israel Halt in Wien, um dort journalistischen Recherchen nachzugehen. Der Sabena-Flug 571 nach Tel Aviv, gemeinsam mit seiner Frau, endete mit der Entführung der bestiegenen Sabena-Maschine durch die berüchtigte palästinensische Terrororganisation „Schwarzer September“. Dank der Befreiungsaktion der israelischen Armee überlebten beide.
Zusehends zog sich Arnsberg aus dem Journalismus und der aktiven Politik zurück, um sich verstärkt der Aufarbeitung der neuzeitlichen jüdischen Geschichte Frankfurts und Hessens zu widmen. Ergebnis dieser Arbeit war eine Vielzahl an Publikationen, deren Höhepunkt das dreibändige Nachschlagewerk Die Geschichte der Frankfurter Juden seit der Französischen Revolution darstellte. Als Zeitzeuge der alten jüdischen Lebenswelt und als akribischer Forscher nahm er sich dieser Aufgabe nach langer Überlegung an. Kurz vor Vollendung der Niederschrift erlag er am 10. Dezember 1978 einem Herzinfarkt. Sein Assistent, der Historiker Hans-Otto Schembs, vollendete die Arbeit posthum.
Während seiner Recherchen stieß Arnsberg auf eine Vielzahl von den Nationalsozialisten eingezogene Stiftungen jüdischer Bürger der Stadt. Einige von ihnen konnte er reaktivieren und übernahm Verantwortung in deren Vorständen. Bemüht um die Rückbesinnung auf die jüdische Vergangenheit, initiierte er u. a. die Wiederbenennung des Dominikanerplatzes in Börneplatz - im Zentrum des einstigen jüdischen Ghettos in der Frankfurter Judengasse. Für sein vielfältiges Wirken wurde Arnsberg mit zahlreichen Preisen und Ehrungen ausgezeichnet. Ein Paul-Arnsberg-Platz wurde 2005 im Frankfurter Ostend, dem ehemaligen jüdischen Zentrum der Stadt, dem Arnsberg auch entstammte, errichtet.
Die Trauerfeier in Frankfurt – vor der Überführung des Leichnams nach Israel – wurde von zahlreichen Persönlichkeiten aus Frankfurt und Hessen begleitet. Der damalige Oberbürgermeister Walter Wallmann bezeichnete Arnsberg als einen der letzten großen jüdischen Bürger, denen Frankfurt so viel verdanke – neben Namen wie Rothschild, Sonnemann, Cassella und Paul Ehrlich. Arnsberg wurde auf dem alten Friedhof Nachlat Itzhak in Tel Aviv beigesetzt. Das Ehepaar hatte davon geträumt, gemeinsam wieder nach Israel zurückzukehren, sobald die historische Arbeit abgeschlossen wäre.
Seine Frau Rosa (Rosl) Arnsberg übernahm seine Vorstandsarbeit in allen Stiftungen, die er reaktiviert hatte. Sie veranlasste die Vollendung seiner wissenschaftlichen Werke – teils mt Unterstützung von Hans-Otto Schembs – und engagierte sich für das Gedenken an ihren Mann.

## Engagements
- Rat der Jüdischen Gemeinde Frankfurt am Main   (1960)
- Vorstand der Jüdischen Gemeinde Frankfurt am Main   (1966–1969)
- Vorstand des Zentralrates der Juden in Deutschland (1966–1973)
- Mitglied der Kommission zur Erforschung der Geschichte der Juden in Hessen
- Vorstand der Henry und Emma Budge-Stiftung
- Vorstand der Georgine Sara von Rothschildschen Stiftung
- Vorstand der Moses Jachiel Kirchheimschen Stiftung
- Vorstand der Eduard und Adelheid Kann-Stiftung
- Vorstand der Ludwig und Emma Doctorischen Stiftung

## Ehrungen
- 1963 – Theodor-Wolff-Preis der deutschen Zeitungen[36]
- 1970 – Großes Bundesverdienstkreuz der Bundesrepublik Deutschland[2]
- 1975 – Ehrenplakette der Stadt Frankfurt am Main
- 1977 – Verdienstmedaille der Jüdischen Gemeinde Frankfurt am Main
- 1978 – Ehrenbrief des Landes Hessen
- 1979 – Goetheplakette der Stadt Frankfurt am Main (posthum)
- ca. 2004 – Anlage und Benennung des Paul-Arnsberg-Platzes in Frankfurt am Main[37]
- 2008 – Stiftung des Rosl und Paul Arnsberg-Preises anlässlich des einhundertsten Geburtstags von Rosa Arnsberg durch die Stiftung Polytechnische Gesellschaft[38][39]
- 2010 – Im Frankfurter Henry und Emma Budge-Heim wurde der bestehende Paul-Arnsberg-Saal in Rosl-und-Paul-Arnsberg-Saal umbenannt
- 2011 – Einweihung des Paul-Arnsberg-Denkmals auf dem Paul-Arnsberg-Platz in Frankfurt am Main[40][41]

## Werke
- Von Podolien nach Offenbach: Die jüdische Heilsarmee des Jakob Frank. Zur Geschichte der frankistischen Bewegung. Stadtarchiv Offenbach am Main. 1965
- Jakob H. Schiff. Verlag Waldemar Kramer, Frankfurt am Main   1969.
- Bilder aus dem jüdischen Leben im alten Frankfurt. Verlag Waldemar Kramer, Frankfurt am Main   1970, ISBN 3-7829-0099-5.
- Die jüdischen Gemeinden in Hessen. Anfang – Untergang – Neubeginn. Band 1 und 2. Societäts-Verlag, Frankfurt am Main   1971/72, ISBN 3-7973-0213-4.
- Henry Budge – Der geliebten Vaterstadt Segen gestiftet. Verlag Waldemar Kramer, Frankfurt am Main   1972, ISBN 3-7829-0124-X.
- Die jüdischen Gemeinden in Hessen. Anfang – Untergang – Neubeginn. Band 3. Eduard Roether Verlag, Darmstadt 1973, ISBN 3-7929-0007-0.
- Neunhundert Jahre Muttergemeinde in Israel. Verlag Josef Knecht, Frankfurt am Main   1974, ISBN 3-7820-0311-X.
- mit Hans-Otto Schembs: Die Geschichte der Frankfurter Juden seit der Französischen Revolution. 3 Bände. Eduard Roether Verlag, Darmstadt 1983, ISBN 3-7929-0130-7 (für alle drei Bände)
  - Band I: Der Gang der Ereignisse.
  - Band II: Struktur und Aktivitäten der Frankfurter Juden von 1789 bis zu deren Vernichtung in der nationalsozialistischen Ära.
  - Band III: Biographisches Lexikon der Juden in den Bereichen: Wissenschaft, Kultur, Bildung, Öffentlichkeitsarbeit in Frankfurt am Main.
- Zivilcourage zum Widerstand. Societäts-Verlag, Frankfurt am Main   1998, ISBN 3-7973-0687-3.
- mit Hans-Otto Schembs: Chronik der Rabbiner in Frankfurt am Main. Verlag Waldemar Kramer, Frankfurt am Main   2002, ISBN 3-7829-0531-8.

## Audio on Demand
- Rosl Arnsberg – Die Lebensgeschichte einer Frankfurter Jüdin auf: hr-online.de (14:59 Min.)